# Luna nera (serie televisiva)
Luna nera è una serie televisiva italiana creata da Francesca Manieri, Laura Paolucci e Tiziana Triana.
La serie, basata sulla trilogia di romanzi Le città perdute di Tiziana Triana, è stata interamente pubblicata su Netflix il 31 gennaio 2020.

## Trama
XVII secolo. Un'adolescente levatrice di nome Ade scopre che la sua famiglia è composta da streghe, mentre Sante, il padre del suo amato Pietro, le dà la caccia, accusando lei e sua nonna di stregoneria. Ade, mentre impara a scoprire i suoi poteri, stringerà una forte amicizia con le sue compagne streghe mentre si tiene in contatto con Pietro, che l'aiuta segretamente insieme al suo amico Spirto, innamorato di Persepolis, una delle streghe della congrega, e da lei ricambiato. In realtà l'istigazione e la causa della persecuzione di Ade e della congrega di streghe è ad opera di Marzio Oreggi, stregone bandito dalla confraternita e che mira a impossessarsi di un libro che, se nelle mani sbagliate, evocherebbe un esercito di morti sulla Terra, portando alla fine del mondo.

## Episodi
| Stagione       | Episodi | Pubblicazione Italia |
| -------------- | ------- | -------------------- |
| Prima stagione | 6       | 2020                 |

## Personaggi e interpreti
- Ade, interpretata da Antonia Fotaras.
Una giovane strega che può sentire quando una persona è prossima alla morte.
- Pietro, interpretato da Giorgio Belli.
Un ragazzo che torna dal college e si innamora di Ade. Non crede nella stregoneria ed è furioso per la caccia alle streghe organizzata dal padre. Successivamente dopo essere stato testimone dei poteri delle streghe e della morte del padre che viene ucciso da Ade per difendersi dall'uomo sprofondato nella completa follia Pietro è costretto ad accettare che la magia esiste realmente. Il ragazzo assetato di vendetta diventa il nuovo leader del gruppo del padre rinnegando l'amore che provava per Ade ritenendola responsabile dell'accaduto.
- Tebe, interpretata da Manuela Mandracchia.
La potente leader delle Città Perdute.
- Janara, interpretata da Federica Fracassi.
Una forte strega abile nella magia e nell'uso delle armi.
- Leptis, interpretata da Lucrezia Guidone.
Una delle Città Perdute abile nell'uso dell'arco e amante di Tebe.
- Persepolis, interpretata da Adalgisa Manfrida.
Una giovane strega che entra in conflitto con Ade e successivamente né diventa la migliore amica oltre a essere innamorata profondamente di Spirto.
- Valente/Lux, interpretato da Giada Gagliardi.
Il fratellino di Ade che instaura un bel rapporto con Leptis.
- Petra, interpretata da Giulia Alberoni.
- Segesta, interpretata da Martina Limonta.
- Aquileia, interpretata da Camille Dugay.
- Sante, interpretato da Giandomenico Cupaiuolo.
- Cesaria, interpretata da Gloria Carovana.
- Spirto, interpretato da Filippo Scotti.
- Natalia, interpretata da Sonia Gessner.
La nonna di Ade e Valente.
- Antalia, interpretata da Barbara Ronchi.
La madre di Ade e Valente che dopo la nascita del bambino si fingerà la loro nonna.
- Benedetto, interpretato da Aliosha Massine.
- Nicola, interpretato da Gianmarco Vettori.
- Adriano, interpretato da Nathan Macchioni.
- Tosco, interpretato da Gaetano Aronica.
- Marzio Oreggi, interpretato da Roberto De Francesco.

## Produzione
Le riprese della serie sono durate 16 settimane e si sono svolte in gran parte negli studi di Cinecittà. Negli episodi si vedono anche: il Parco degli Acquedotti di Roma, Sorano, il borgo fantasma di Celleno, Sutri, la Selva del Lamone, il castello di Montecalvello, il parco della Mola a Oriolo Romano in provincia di Viterbo e la città fantasma di Monterano.

## Promozione
Il primo teaser trailer è stato pubblicato il 10 dicembre 2019, mentre il 15 gennaio 2020 è stato distribuito il trailer completo.

## Distribuzione
La prima e unica stagione, composta da sei episodi, è stata distribuita il 31 gennaio 2020 su Netflix.